# Anshun
Anshun is een stadsprefectuur in de zuidwestelijke provincie Guizhou, Volksrepubliek China.